# Победослав
«Победослав» — 74-пушечный парусный линейный корабль Балтийского флота Российской империи. Один из четырёх кораблей типа «Царь Константин». Был заложен 26 января (6 февраля) 1777 года в Санкт-Петербургском Адмиралтействе, спущен на воду 26 июня (7 июля) 1782 года. Строительство велось корабельными мастерами В. Селяниновым и И. В. Ямесом. При спуске корабля присутствовала Екатерина II, которая дала кораблю имя «Симон Сродник Господня», однако в списках он числился как «Победослав».
Корабль принимал участие в войне с Швецией 1788—1790 годов.

## История службы
В 1783 и 1785 годах «Победослав» с эскадрами ходил в плавания в Балтийское море. C началом войне со Швецией в августе—сентябре 1788 года с отрядом вице-адмирала А. И. Круза находился у Красной Горки. 26 мая 1789 года в составе отряда перешёл из Кронштадта в Ревель, а 2 июля с эскадрой адмирала В. Я. Чичагова ушёл в Балтийское море. 15 июля «Победослав» принял участие в Эландском сражении, при этом было потеряно два человека убитыми и 17 ранеными.
Впоследствии корабль с флотом крейсировал в районе островов Борнхольм, Готланд и мыса Дагерорт, а 16 августа пришёл на Ревельский рейд. С 27 августа по 11 октября корабль с эскадрой ходил в крейсерство в Финский залив, 11 октября пришёл на Ревельский рейд, а через четыре дня — в Кронштадт. 12 мая 1790 года с эскадрой вице-адмирала А. И. Круза «Победослав» отправился крейсировать в район мыс Стирсуден — Красная Горка.
23-24 мая «Победослав» принял участие в Красногорском сражении, при этом находился в авангарде вторым в линии. Корабль потерял 4 человека убитыми и 7 ранеными. Во время преследования шведских судов, 29 мая русская эскадра вошла в Выборгский залив и 9 июня в составе отряда бригадира П. И. Лежнева «Победослав» занял своё место на правом фланге между островами Пейсари и Рондо. 22 июня состоялось Выборгское сражение. «Победослав» вместе с отрядом отразил нападение 80 канонерских лодок Швеции, после чего отправился на помощь отряду контр-адмирала И. А. Повалишина.
28 июня корабль прибыл в Ревель для починки, а 13 сентября пришёл в Кронштадт. С мая по август 1791 года «Победослав» стоял на Кронштадтском рейде, где на нём проводилось обучение экипажа. В 1794, 1795 и 1797 годах в составе эскадр корабль ходил в практические плавания в Финском заливе.
В 1804 году в Кронштадте «Победослав» был разобран.

## Командиры
Командирами корабля служили:
1. 1783, 1786 — Н. С. Фёдоров
2. 1785 — Н. Дарбий (Дарбиелли)
3. 1787—1788 — Г. Д. Киленин
4. 1789—1794 — Г. А. Сенявин
5. 1795, 1797 — Р. В. Кроун
6. 1798 — А. В. Певцов